# Чхеидзе, Давид Иосифович
Давид Иосифович Чхеидзе (30 июня 1892 — 1974) — грузинский актёр. Заслуженный деятель искусств Грузинской ССР (1961).
Выступал на сцене с 1914 поступил в Кутаисском драматическом театре. С 1915 г. на сцене Тбилисского драматического театра.
Снимался в кино («Джанки» (1928 года).

## Роли
- Сын — «Мать и сын», Чавчавадзе
- Датико — «Рассказ нищего», Чавчавадзе
- Гела — «Патара Кахи», Церетели
- Царь — «Коварная Тамара», Церетели
- Дариспан — «Невзгоды Дариспана», Клдиашвили
- Платон — «Мачеха Саманишвили», Клдиашвили
- Солейман — «Измена», Сумбатова-Южина
- Годун — «Разлом», Лавренёва
- Креон — «Царь Эдип» Софокла
- Командор «Овечий источник» Лопе де Вега

## Сочинения
- Ю. Зардалишвили (1960),
- Мако Сапарова-Абашидзе (1963)